# Ciclo Cremaster

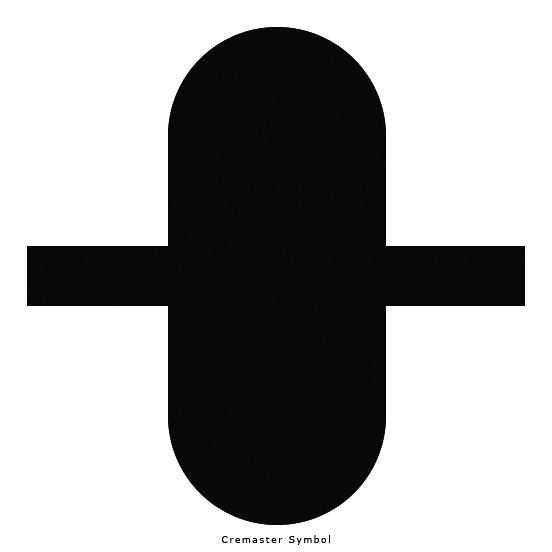
Logo común a los elementos y películas del Ciclo Cremaster.

El Ciclo Cremaster (en inglés The Cremaster Cycle) es un proyecto del artista visual Matthew Barney compuesto por cinco películas, esculturas, fotografías, dibujos y el cuaderno del artista. Su composición tomó ocho años, entre 1994 y 2002 culminando con una exposición en el Solomon R. Guggenheim Museum en Nueva York. La muestra fue asimismo presentada en el Museo Ludwig en Colonia y en el Museo de Arte Moderno de París en 2002 y 2003. Por su parte, Jonathan Bepler compuso la banda sonora de las películas.

## Características generales
El Ciclo es un sistema estético compuesto por cinco películas y otros elementos artísticos, que exploran el proceso de la creación artística a partir del músculo cremáster, cuya función es elevar y descender el escroto para regular la temperatura de los testículos y favorecer la espermatogénesis.
El proyecto comprende múltiples alusiones a la posición de los órganos reproductivos durante el proceso de la diferenciación sexual. Mientras en Cremaster 1 se representa el estado más "ascendente" o indiferenciado, en Cremaster 5 se muestra el más "descendente" o diferenciado. 
El universo metafórico del autor, esos momentos representan una condición de pura potencialidad, en el que la biología es un camino para explorar la creación de la forma, empleando modelos narrativos de otros dominios como la biografía, la mitología, la arquitectura o la geología.
Las películas no fueron filmadas según el orden narrativo sino como sigue: Cremaster 4 en 1994, Cremaster 1 en 1995, Cremaster 5 en 1997, Cremaster 2 en 1999 y Cremaster 3 en 2002. 
Además de haber ideado y dirigido el Ciclo, el autor protagonizó los episodios Cremaster 2, 3, 4 y 5, interpretando en el último tres de los cuatro personajes de la obra.